# Dow Nunatak
Dow Nunatak är en nunatak i Antarktis. Den ligger i Västantarktis. Inget land gör anspråk på området. Toppen på Dow Nunatak är 620 meter över havet.
Terrängen runt Dow Nunatak är kuperad söderut, men norrut är den platt. Trakten är obefolkad. Det finns inga samhällen i närheten.